# Virklund
Virklund er en by i Midtjylland med 3.923 indbyggere  (2025), beliggende i Virklund Sogn. Geografisk ligger Virklund fem kilometer syd for Silkeborg – som den fungerer som satellitby til – og tre kilometer nord for Them. Virklund ligger i Silkeborg Kommune og hører derfor til Region Midtjylland.

## Historie

### Jernalderen
Der er fundet bopladsrester fra romersk jernalder i Virklund.

### Borgen i Thorsø
Ca. år 1333 blev der bygget en bygning, som kan have fungeret som forsvarsanlæg. Der blev fundet egestolper fra denne bygning i Thorsø i 1994.
Navnet Virklund er kendt i skriftlige kilder fra slutningen af 1300-tallet – dog med efterleddet "lang", som menes at være et tidligere navn for Thorsø. Virklund ses første gang benyttet i Matriklen fra 1688. Forleddet "Virk" eller "wirki" er et gammelt dansk ord for "befæstning" eller "forsvarsværk", som vi også kender det i Dannevirke. "Virklang" var altså borgen i den lange sø.
I 1994 og 1995 gjorde to amatørdykkere, Jens Mortensen og Ole Norman Hansen, en række opsigtsvækkende fund på bunden af Thorsø udfor det offentlige badested i den østlige ende. Man fandt henholdsvis en række egestolper på ca. 2 meters dybde og med en tykkelse på 30x30 centimeter samt et lerkar og en bronze-jydepotte. Stolperne er siden blevet dateret og stammer fra træer fældet i ca. 1333. Danmark var uden konge fra 1332 til 1340, og Grev Gerts tropper hærgede i området. Egestolperne har således nok været en del af en bygning og et forsvarsanlæg midt ude i søen. Det var altså sandsynligvis opført på stolper, og adgangen til land er sikkert foregået via en lille bro.
En opmåling af anlægget foretaget af Nationalmuseet i 1999 viste, at den tilhørende bygning har været 5,5x5,5 meter og har ligget i et sumpet område, idet søens vandstand på daværende tidspunkt var 2 meter lavere end i dag.

### Middelalder og enevælden
Der er fundet rester fra en kirke og en kirkegård i Virklund, hvor man har fundet skeletter, som havde tegn på sygdomme, der hærgede i årene 1342-1358. Kirken var uden tårn og ca. 50 fod (15 m) lang. Virklund og Hedegaard har været hovedgårde. Begge blev i 1391 af Anders Offesen til Torup skødet til Aarhus Domkirke. Den væbner Stig Nielsen af Wircklongh, som nævnes i 1499, har vel haft hovedgården i leje af domkirken.
I 1682 talte Virklund 6 gårde med i alt 202,9 tdr. land skyldsat til 34,03 tdr. hartkorn. Dyrkningsformen var trevangsbrug. Virklund kom til at ligge i Skanderborg Rytterdistrikts område, og i 1719 fik Virklund en skole svarende til de rytterskoler, som på samme tid oprettedes i rytterdistrikterne.
Senere hørte Virklund under Silkeborggård og gods. Man har fundet dokumenter fra Silkeborg Slot fra 1735, som vidner om, at der i Virklund var en stor produktion af træsko. I 1860 skulle der have været 45 træskokarle, på et tidspunkt hvor byen havde omkring 300 indbyggere.
I en beskrivelse af Silkeborggård og gods fra begyndelsen af 1800-tallet oplyses det, at "Af Virklund Byes Eiendomme er for Græsnings-Ret og til Skovs Opelskning ligesaa underlagt Silkeborg et Areal af 1682 Tønder Land, hvorpaa nogle Afbyggersteder. Over 1000 Tønder Land af denne Eiendom er bevoxet med ung Skov i bedste Grøde, som fredes. Resten kunne benyttes ligesom foran er sagt om den fra Haarup udlagte Eiendom, men efter den laveste Beregning ansættes det hele Areal, som Græsningsjord beregnet, til 1 Rd. pr. Tønde Land, der da udgjør ... Aarlig Indtægt: 1682 Rdlr, Capital: 42.050 Rdlr."

### Nyere tid
I 1891 blev opført et forsamlingshus.
I 1937 blev oprettedes privatbanen HBS = Horsens-Bryrup-Silkeborg; der kørte 6 dagligt tog i begge retninger. Virklund station lå umiddelbart nordvest for vejkrydset Horsensvej/Virklundvej. Oprettelsen af baneforbindelsen udvidede byens næringsmæssige udviklingsmuligheder, men banen indebar tillige at Virklund blev delt i to dele af den dæmning, som jernbanen blev lagt på. Under 2. verdenskrig var der savskæreri ved stationen, som leverede generatorbrænde til tyskerne. Savskæreriet blev sprængt i luften den 15. april 1945 uden, at det ramte togdriften. Banedriften blev indstillet den 30. maj 1968, og jernbanestrækningen mellem Horsens og Silkeborg blevet lavet til en cykel- og vandresti og udgør en del af Naturstien Horsens-Silkeborg.
Virklund var indtil 1970 en del af Them Kommune, og dermed Them sogn, men i forbindelse med kommunalreformen blev Virklund den 1. april 1970 en del af Silkeborg kommune.
Indbyggertallet i Virklund var:
1976 – 2303 indbyggere
1981 – 2363 indbyggere
1986 – 2379 indbyggere
1990 – 2355 indbyggere
2000 – 2997 indbyggere
2004 – 3173 indbyggere
I 1994 blev den nuværende kirke bygget, som blev tegnet af arkitekterne Inger og Johannes Exner.
Virklundvej har sit navn, fordi den udgør den gamle vej gennem landsbyen Virklund by.

## Naturen
Virklund er omkranset af Silkeborgskovene. Mellem Silkeborg og Virklund ligger Silkeborg Vesterskov, hvis sydlige ende støder op mod Thorsø. Mod den sydlige del af Thorsø ligger Rustrup Skov. Øst for Virklund ligger den store Sønderskov.
Thorsø har en længde på tre km, og der blev i 2006 anlagt en sti omkring søen med en længde på 8 km. I den østlige ende, som vender ind mod selve byen, er der flere steder hvor man har adgang til at bade i søen.
Mellem 1944 og 1955 lå der en skihopbakke ved Duedal Bjerg – beliggende syd for Thorsø – hvor der blev arrangeret adskillelige stævner.

## Samfund
Virklund har en række daginstitutioner såsom Virklund Skole, som er en større skole med ca. 500 elever og klassetrin til og med 9. klasse. Derudover er der et plejehjem samt to børnehaver hvoraf den ene også har vuggestue. Siden 1969 har Virklund haft sin egen idrætsforening i form af Virklund Boldklub, som arrangere aktiviteter indenfor fodbold, håndbold, gymnastik, badminton og tennis. Virklund har i dag to sportshaller og adskillige boldbaner, som bruges af både skolen og boldklubben. Den nyeste hal er en del af Virklund Fritidscenter, som også huser selskabslokaler og et fitnesscenter.

## Erhverv
I Virklund kan man blandt andet finde supermarkeder, en frisør, et pizzeria, en restaurant og flere andre butikker. I 2011 mistede byen sin eneste bank, da Jyske Bank lukkede deres filial i Virklund. Den nordøstlige del af byen er udlagt som industriområde, hvor man blandt andet kan finde adskillige bilforhandlere, møbelforretninger, byens bryggeri og TV-kanalen Kanal Sport.